# Lena Rothstein
Lena Rothstein (geb. als Lena Schwarz am 10. Juni 1943 in Glasgow, Schottland) ist eine österreichische Sängerin, Schauspielerin, Hörspielsprecherin, Autorin, Kabarettistin und Puppenkünstlerin.

## Leben
Lena Rothsteins Eltern kamen im Alter von 17 als Flüchtlinge vor dem Nationalsozialismus in einem der letzten Kindertransporte nach Großbritannien, wo sie sich kennen lernten. 1943 wurde Lena Rothstein als Lena Schwarz in Glasgow geboren.
1946 kehrte die Familie wieder nach Österreich zurück.
Lena Rothstein besuchte das Lycée français de Vienne und eine Modeschule. Ab 1961 wirkte sie als Puppenmacherin und Schauspielerin zunächst in der „Fadenbühne im Künstlerhaus“. 1962 heiratete sie den Puppenspieler und Clown Arminio Rothstein und betrieb mit ihm das „Arlequin-Theater im Café Mozart bei der Oper“ in Wien.
1971 bestand sie die Reifeprüfung für das Bühnenfach Schauspiel der Schauspielschule Kraus und arbeitete in „Freien Gruppen“ im Dramatischen Zentrum Wien.
Es folgten Theater- und Fernsehengagements. 1980 produzierte sie ihre erste musikalische Kleinkunstrevue Tränen und Rosen oder Brot und Rosen im 20er-Haus und unternahm damit zahlreiche Tourneen im In- und Ausland. 1986 wandte sie sich öffentlich gegen die Präsidentschaftskandidatur Kurt Waldheims und trat im Rahmen verschiedener Veranstaltungen gegen die Kandidatur auf.
1990 gründete sie das internationale Ensemble S.P.H.A.R.A.D.I.M. Zahlreiche Konzertreisen in Europa und Österreich folgten. Seit 1997 ist sie mit zahlreichen unterschiedlichen Projekten und Repertoires (Eigenkompositionen, jiddische und sephardische Lieder, französische und deutsche Chansons) auf der Bühne.
Seit 2001 beschäftigte sie sich mit französischer Musik; ein besonderes Interesse galt der russisch-französisch-jüdischen Chansonsängerin Barbara.
2004 heiratete sie den Mathematiker Tony Scholl (* 1941); seit seiner Pensionierung 2013 tritt sie mit ihm in einem Bühnenprogramm mit jüdischen Witzen, Erzählungen und Liedern auf. 2018 folgte ein Programm mit Klavierbegleitung basierend auf französischen Chansons, Liedern von Bettina Wegner, Victor Jara, Jura Soyfer sowie eigenen Liedern. Seit 2021 tritt sie mit Tony Scholl mit Texten, Szenen und Liedern von Jura Soyfer und jüdischen Erzählungen, Anekdoten und Witzen auf Kleinkunstbühnen auf.
Rothstein singt in Deutsch, Jiddisch, Französisch und Spanisch. Sie ist auch als Stimmbildnerin tätig und entwickelte dazu Seminare für Atem und Stimme. Zwischen 2006 und 2011 lehrte sie Stimmbildung am Max-Reinhardt-Seminar. 2011 zog sie mit ihrem Mann ins Weinviertel.
2023 legte sie mit Angekommen – eine Heimkehr eine Autobiografie vor.

## Hörspiele (Auswahl)
- 1971: Werner Kofler: Örtliche Verhältnisse – Regie: Alfred Treiber (Hörspiel, Collage – ORF)
- 1976: Franz Xaver Kroetz: Das Nest (Martha) – Regie: Peter Groeger (Hörspielbearbeitung – Rundfunk der DDR)
- 1976: Franz Xaver Kroetz: Reise ins Glück (Frau) – Regie: Peter Groeger (Original-Hörspiel – Rundfunk der DDR)
- 1979: Gerhard Kahry: Die Apokalypse der Haushaltspackung – Regie: Hans Rochelt (Hörspiel – ORF)
- 1980: Ulrich Becher: Der Bockerer (Mizzi) – Regie: Götz Fritsch (Hörspielbearbeitung – ORF)
- 1980: Françoise Sagan: Die Gewalt der Liebe (Candy) – Regie: Götz Fritsch (Hörspielbearbeitung – ORF)
- 1983: Hahnrei Wolf Käfer: Babylonische Bruecken (Lena) – Regie: Hahnrei Wolf Käfer (Originalhörspiel – ORF)
- 1983: Gerhard Kahry: Ödipus an Moses: Alles O.K. (Frau) – Regie: Götz Fritsch (Hörspiel – ORF)
- 1983: Hans Flesch-Brunningen: Der Kipfelmacher vom Laurenzerberg (Die Türkenschöne) – Bearbeitung und Regie: Götz Fritsch (Hörspielbearbeitung – ORF)

Quellen: Die ARD-Hörspieldatenbank für die deutschen und die OE1-Hörspieldatenbank für die österreichischen Produktionen

## Schriften
- Angekommen – eine Heimkehr. new academic press, Wien 2023, ISBN 978-3-99036-030-9 (Abstract).